# Castillo de Belmonte de Campos
El castillo de Belmonte de Campos es una fortaleza bajomedieval situada en la localidad española de Belmonte de Campos, en la provincia de Palencia. El 3 de junio de 1931 fue declarado Monumento Histórico-Artístico, y en la actualidad se encuentra en rehabilitación.

## Historia
El castillo de Belmonte de Campos fue reconstruido por Juan Manuel, marques de Villena, hacia mediados del siglo XV. Años después pasó sucesivamente a ser propiedad de la familia Manrique, del conde de Oñate y del marqués de Montealegre. Es probable además que la parte más antigua de la fortaleza haya sido diseñada por Gómez de Isla, debido a los parecidos del castillo con sus otras construcciones como Fuensaldaña o Peñafiel. Hacia 1880 las tierras en que se hallaba el castillo fueron adquiridas por unos vecinos del pueblo a un precio de 2.000 reales. Funcionaría entonces como palomar y también como fuente de suministro de piedras para la construcción de viviendas en la zona. En 2013 la lluvia y el viento contribuyeron a derribar el hastial que se encuentra junto al arco de entrada. 
A mediados de septiembre de 2017 el Ayuntamiento de Belmonte de Campos formalizó la adquisición de propiedad de la mitad del castillo, permitiéndole tener a partir de entonces capacidad jurídica para ejecutar obras de mejora y rehabilitación en el monumento.
La obra de rehabilitación está siendo llevada a cabo por el arquitecto Fernando Cobos, natural de Valladolid. 
El TFG de la arquitecta Inés Nieto (heredera directa de la parte privada de la propiedad), refleja muy bien el estado actual del castillo, además de contribuir con el estudio y la investigación a la continuación de los trabajos de rehabilitación.

## Descripción

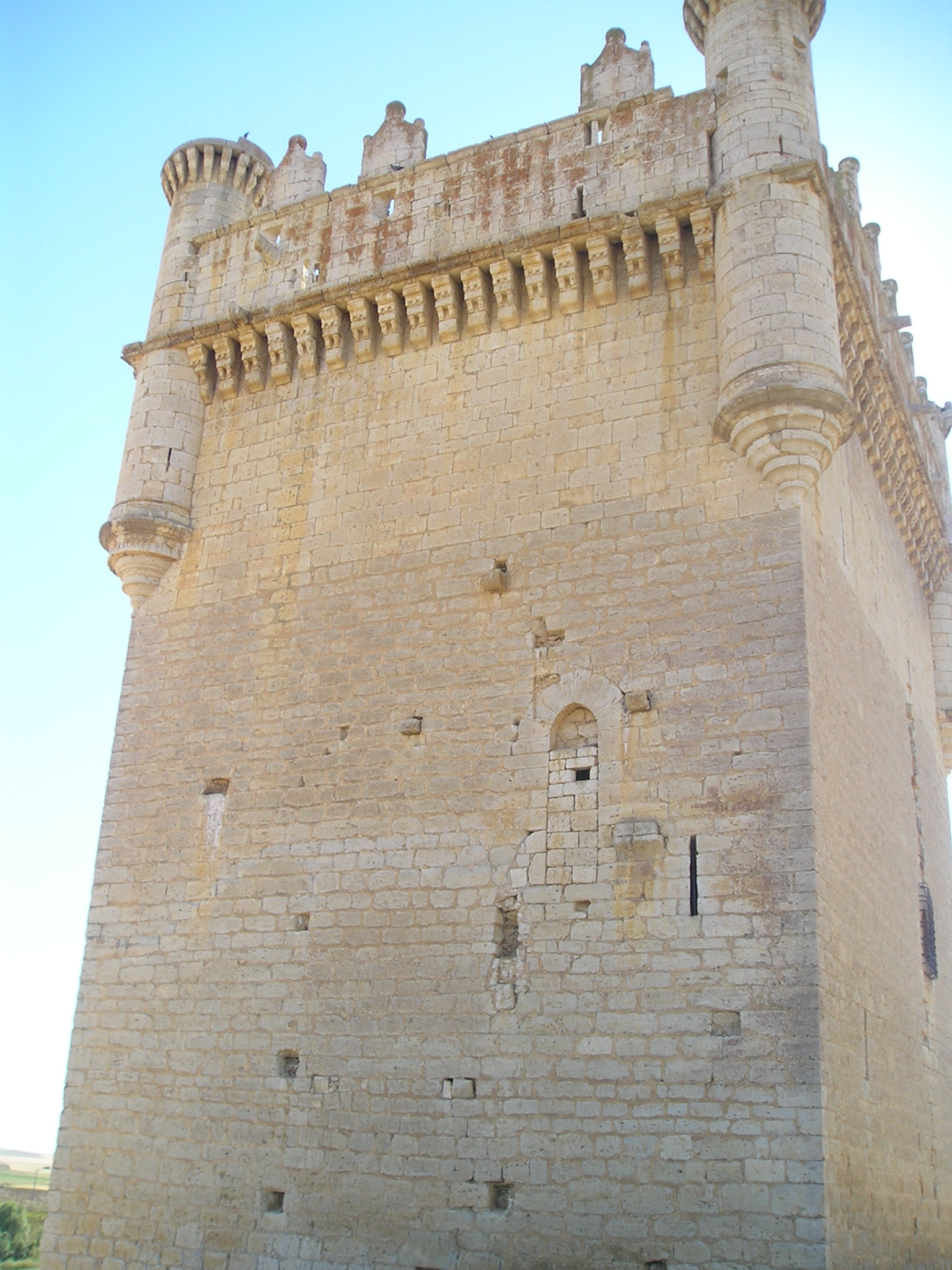
Vista en detalle de la torre del homenaje, aún en pie

El castillo se halla construido sobre una pequeña elevación en el terreno y según algunos autores su diseño no parecería ser muy acorde al de una fortaleza defensiva de guerra. Contiene la torre del homenaje aún en pie y las ruinas de lo que serían un recinto irregular. Su planta es rectangular, de 20 metros de altura, y cuenta con cuatro pisos, de los cuales el segundo y el cuarto carecen actualmente de los forjados de madera que se apoyaban en arcos rebajados. Los pisos 2 y 3 están separados por una bóveda de cañón, mientras que la última planta está cubierta por una bóveda de crucería. En esta misma se conserva también un balcón renacentista sobre una gran repisa de cantería construido con posterioridad a la estructura de la torre. Exteriormente, son visible cuatro garitones (torrecillas) que arrancan desde el cuarto piso y contienen escaleras de caracol sin pilar central. A la izquierda de la entrada al castillo existió también un hastial con restos de una ventana enrejada, que pudo ser parte de una edificación palacial, pero las inclemencias meteorológicas terminó por derribarlo el 29 de abril de 2013.